# Гондо (Техас)
Гондо (англ. Hondo) — місто (англ. city) в США, в окрузі Медина штату Техас. Населення — 8289 осіб (2020).

## Географія
Гондо розташоване за координатами 29°21′15″ пн. ш. 99°9′43″ зх. д. / 29.35417° пн. ш. 99.16194° зх. д. (29.354242, -99.161846).  За даними Бюро перепису населення США в 2010 році місто мало площу 24,99 км², з яких 24,92 км² — суходіл та 0,07 км² — водойми.

## Демографія
Згідно з переписом 2010 року, у місті мешкали 8803 особи в 2362 домогосподарствах у складі 1700 родин. Густота населення становила 352 особи/км².  Було 2621 помешкання (105/км²).
Расовий склад населення:
| - 81,0 % — білих - 7,9 % — чорних або афроамериканців - 1,5 % — азіатів - 0,6 % — корінних американців - 7,2 % — осіб інших рас |

До двох чи більше рас належало 1,8 %. Частка іспаномовних становила 63,5 % від усіх жителів.
За віковим діапазоном населення розподілялося таким чином: 23,6 % — особи молодші 18 років, 64,9 % — особи у віці 18—64 років, 11,5 % — особи у віці 65 років та старші. Медіана віку мешканця становила 29,7 року. На 100 осіб жіночої статі у місті припадало 146,5 чоловіків;  на 100 жінок у віці від 18 років та старших — 162,7 чоловіків також старших 18 років.
Середній дохід на одне домашнє господарство  становив 55 793 долари США (медіана — 37 341), а середній дохід на одну сім'ю — 65 129 доларів (медіана — 45 466). Медіана доходів становила 32 403 долари для чоловіків та 26 173 долари для жінок. За межею бідності перебувало 26,8 % осіб, у тому числі 42,8 % дітей у віці до 18 років та 11,7 % осіб у віці 65 років та старших.
Цивільне працевлаштоване населення становило 2779 осіб. Основні галузі зайнятості: освіта, охорона здоров'я та соціальна допомога — 27,0 %, роздрібна торгівля — 18,9 %, мистецтво, розваги та відпочинок — 13,9 %, будівництво — 9,8 %.